# Trama
Trama (z franc. tramé = útková nit) je příze z méně jakostního přírodního hedvábí, vzniklá skaním nezakroucených gréžových nití. 
Trama se vyrábí v celkové jemnosti 2-2,2 tex s (levým) S-zákrutem 80-150/m, speciální trama se ská až s 2000 zákruty na metr. 
Mimo útku ve tkaninách je známé použití tramy na výšivky a pozamenty. 